# Dactylium tenellum
Dactylium tenellum är en svampart som beskrevs av Fr. 1832. Dactylium tenellum ingår i släktet Dactylium och familjen vaxskålar.   Inga underarter finns listade i Catalogue of Life.